# Naïra (Makary)
Naïra est une localité du Cameroun située dans le département du Logone-et-Chari et la Région de l'Extrême-Nord, au sud du lac Tchad. Elle fait partie de la commune de Makary. 

## Population
Lors du recensement de 2005, on y a dénombré 4 985 habitants.
En 2013, le plan communal de développement (PCD) de Makary évalue le nombre d'habitants à 3 706.